# Nu (etnia)
Los nu (en chino, 怒族; pinyin, Nùzú) es uno de los 56 grupos étnicos reconocidos oficialmente por el gobierno de la República Popular China. Se dividen en tres grupos: los del norte, centrales y los del sur. El nombre «nu» proviene de su población cercana al río Nujiang o río Nu. La mayoría de los nu viven en la provincia de Yunnan aunque también se encuentran grupos en el Tíbet.

## Idioma
Los nu tienen su propio idioma hablado, perteneciente al grupo de lenguas sino-tibetanas. La lengua nu consta de tres dialectos completamente distintos entre sí. La diferencia es tal que no pueden comunicarse unos con otros. 
La lengua nu no tiene un sistema de escritura. El gobierno chino ha desarrollado recientemente un sistema para esta lengua, basado en el alfabeto latino. La mayoría de los nu hablan el mandarín así como la lengua de los lisu.

## Historia
Se cree que el origen de los nu está en la unión de dos tribus: por un lado, los luluman que habitaron en la zona durante la dinastía Yuan; por otro, los pueblos que vivían en la zona de Gongshan. Las uniones y matrimonios entre estos dos pueblos dieron origen a los actuales nu.
Durante las dinastías Yuan y Ming, los nu estuvieron gobernados por los naxi. A partir del siglo XVII, el área habitada por este pueblo estuvo bajo control de los bai, los naxi y los tibetanos. 
A partir de la formación de la República Popular en 1949 los nu recibieron su nombre actual. Con anterioridad se les había denominado nusu, anu y along.

## Cultura
Ambos sexos suelen utilizar tejidos con rayas. Las mujeres utilizan túnicas de algodón con mangas abotonadas a la izquierda, y faldas largas. Se adornan con largos pendientes que suelen llegar hasta los hombros; utilizan también collares hechos de plástico así como adornos en la cabeza realizados con coral, ágatas o monedas de plata.
Los hombres visten túnicas rayadas y pantalones cortos. Colocan sobre su oreja izquierda una cuerda hecha con coral y sujetan un machete en el lado izquierdo de su cintura. En la cabeza se colocan un turbante negro.
Los nu habitan en zonas montañosas. Suelen construir sus casas con bambú o con tablones de madera. Las viviendas suelen ser de dos pisos. El primer piso se destina a almacén y establo mientras que el segundo piso se utiliza como vivienda.
Aunque la mayoría de los nu son monógamos, algunos jefes locales tienen más de una esposa. Las mujeres siguen manteniendo un estatus social muy bajo.
Los funerales nu se realizan de forma diferente para hombres y mujeres. Las mujeres son enterradas de lado mientras que a los hombres se les sepulta con la cara hacia arriba. Cuando muere un adulto, la familia guarda tres días de luto.

## Religión
La mayoría de los nu son fieles al budismo tibetano, aunque en los últimos años algunos grupos se han convertido al cristianismo; el lamaísmo es más frecuente entre los nu del norte mientras que los del sur han recibido una mayor influencia por parte de misioneros cristianos.
Algunos nu siguen practicando el culto a dioses locales. Entre los objetos de adoración se encuentran el Sol, la luna, los ríos, las montañas y las estrellas. En los antiguos poblados nu la figura del chamán era de vital importancia. Además de practicar el arte de la adivinación, era el encargado de mantener el folclore local y practicar la medicina.
- Datos: Q868040
- Multimedia: Nu people / Q868040